# Heigenbrücken
Heigenbrücken – miejscowość i gmina w Niemczech, w kraju związkowym Bawaria, w rejencji Dolna Frankonia, w regionie Bayerischer Untermain, w powiecie Aschaffenburg, siedziba wspólnoty administracyjnej Heigenbrücken. Leży w paśmie górskim Spessart, około 18 km na północny wschód od Aschaffenburga, nad rzeką Lohr, przy linii kolejowej Frankfurt nad Menem – Würzburg.

## Demografia
| Rok  | Liczba mieszk. |
| ---- | -------------- |
| 1970 | 2.330          |
| 1987 | 2.332          |
| 2000 | 2.499          |
| 2006 | 2.364          |

### Religie
stan na 1 stycznia 2005
- katolicy: 1961
- ewangelicy: 255
- inne wyznania: 376

## Polityka
Wójtem od 2002 jest Werner Englert z SPD, jego poprzednikiem był Hans Wüst. Rada gminy składa się z 15 członków:
|      | CSU | SPD | Wolni Wyborcy Heigenbrücken-Jakobsthal | Razem     |
| 2002 | 7   | 6   | 2                                      | 15 miejsc |

## Oświata
(na 1999)

W gminie znajduje się 100 miejsc przedszkolnych (z 79 dziećmi) oraz szkoła podstawowa (17 nauczycieli, 312 uczniów).